# Callionymus reticulatus
Callionymus reticulatus, tên thông thường là cá đàn lia lưới, là một loài cá biển thuộc chi Callionymus trong họ Cá đàn lia. Loài này được mô tả lần đầu tiên vào năm 1837.

## Phân bố và môi trường sống
C. reticulatus có phạm vi phân bố rộng rãi ở Đông Bắc Đại Tây Dương. C. reticulatus xuất hiện từ Tây Na Uy, trải rộng về phía nam, dọc theo vùng bờ biển các nước Tây Âu đến Bồ Đào Nha, bao gồm Azores ở ngoài khơi. Mặc dù được ghi nhận ở bờ biển phía tây Ireland, C. reticulatus không được tìm thấy trong các cuộc khảo sát tại lưu vực ngầm Rockall. Ở Địa Trung Hải, C. reticulatus được biết đến từ bờ biển Nam Tây Ban Nha (ít nhất là đến Málaga), nhưng có thể trải rộng hơn ở lưu vực phía tây của Địa Trung Hải. C. reticulatus sống trên đáy cát, được tìm thấy ở độ sâu khoảng 110 m trở lại (nhưng chúng tập trung chủ yếu ở vùng nước gần bờ, gần các cửa sông).

## Mô tả
Chiều dài tối đa được ghi nhận ở C. reticulatus là khoảng 18,5 cm. C. reticulatus là loài dị hình giới tính: vây lưng thứ nhất và thứ hai của cá đực vươn cao hơn so với cá cái, và màu sắc trên cơ thể cũng có đôi chút khác biệt. Cơ thể của chúng có màu nâu với nhiều đốm màu trắng khắp thân. Lưng có các mảng đốm màu nâu. Vây lưng thứ hai của 2 giới có các hàng sọc xiên màu nâu sậm. Vây hậu môn của cá đực có dải viền màu đen; cá cái không có dải này.
Thức ăn của C. reticulatus là các loài động vật không xương sống ở sát đáy.
Số gai ở vây lưng: 4; Số tia vây mềm ở vây lưng: 9 - 10; Số gai ở vây hậu môn: 0; Số tia vây mềm ở vây hậu môn: 9 - 10; Số tia vây mềm ở vây ngực: 18 - 20; Số gai ở vây bụng: 1; Số tia vây mềm ở vây bụng: 5.